# Желтобрюхий лемминг
Желтобрю́хий ле́мминг, иначе бурый ле́мминг (лат. Lemmus trimucronatus) — вид грызунов из рода настоящих леммингов (Lemmus) подсемейства полёвковых (Arvicolinae) семейства хомяковых (Cricetidae). 
По данным 1974 года желтобрюхие лемминги считались отдельным видом Lemmus chrysogaster, а по другим раньше считались восточными популяциями сибирских леммингов (Lemmus sibiricus). Но благодаря работам таких учёных, как Аллен, Виноградов и Огнёв, позже были признаны другим видом настоящих леммингов, проживающим в Северной Америке, а именно - Brown Lemming, называемых желтобрюхими в России или бурыми с англ. перевода в Северной Америке.

## Внешний вид
По размеру даже крупнее других представителей рода настоящих леммингов. Так же как и у большинства грызунов, у бурых леммингов короткие лапки и хвостик, а также узковатая талия. Самцы желтобрюхих леммингов достигают длины в 13 см, а самки всего лишь 12.5 см в длину. Также было установлено, что кандилобазальная длина черепа бывает от 29,5 до 34,6 мм, а его скуловая ширина бывает от 20 мм до 23,3 мм. По окраске бурый лемминг похож на сибирского или обского сородича, не считая живота и нижней части щёк. Исходя из американского названия вида леммингов, их спина обладает бурым или коричневым окрасом. Также на одной стороне коричневой спины может преобладать серый окрас, а на другой стороне красноватый. Бывает так, что спереди спина у бурых леммингов красновато-коричневая, а на задней части спины больше серого цвета; хотя по одной фотографии окраска спины может быть и наоборот. Чёрной полосы вдоль хребта на спине желтобрюхих леммингов в основном нет в наличии. Именно из русского названия этих леммингов можно понять, что жёлтое брюхо (яркий оттенок желтовато-ржавого) и передние бока светлого оттенка, а также нижняя часть щёк. Однако коричневатый окрас свойствен желтобрюхим леммингам в летнее время.

## Распространение
Желтобрюхие лемминги довольно широко распространены в северо-восточной тундре на Дальнем Востоке России и в Северной Америке.

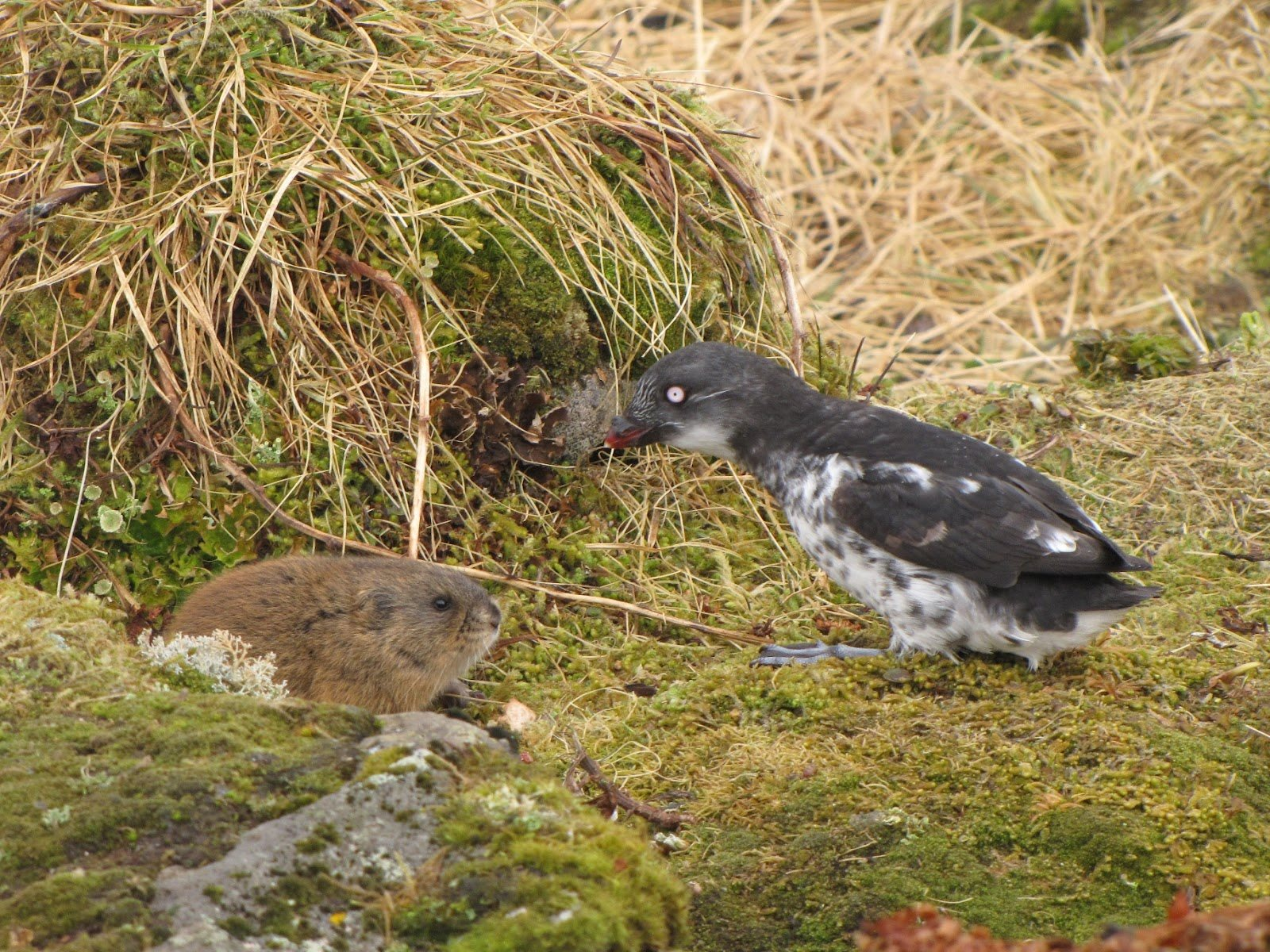
Спина бурого лемминга красновато-коричневая, а грудь серая.

В России многочисленные стаи желтобрюхих леммингов простираются от северо-восточной тундры на территории Якутии и Чукотки до тундр и тайги Камчатского края и Магаданской области вдоль Берингова моря. Часто желтобрюхих леммингов можно встретить в мохово-осоково-пушицевых тундрах, любимой зоне этих грызунов.
В Северной Америке, где их назвали бурыми леммингами, они простираются от снежной и морозной Аляски до севера Канады (Острова Виктория и Островов Баффина), а также до лесотундры в западной части страны на территории Британской Колумбии. Также бурые лемминги проживают в северо-восточном угле провинции Манитобы.

## Образ жизни
Живя на морозном севере, колонии бурых леммингов вынуждены долго зимовать под снегом в своих подземных домах - гнёздах. Желтобрюхие лемминги питаются зелёными мхами, осоками и пушицей. Поэтому, благоприятным местом обитания у них служат мохово-осоково-пушицевые тундры, а также водно-болотные угодья на юге Баффиновой Земли. Летом также предпочитают цветковые растения.
Желтобрюхие лемминги вынуждены прятаться от многих северных хищников. Они стараются избегать многих хищных птиц, например филина, а в северной тундре чаще всего на них охотятся песцы.
Размножаются бурые лемминги хорошо — в среднем от 4—9 до 5—10 детёнышей за генерацию. Больше всего детёнышей рождается у перезимовавших самок (близко к 10), но в весенний и летний периоды детёныши рождаются в меньшей степени (обычно 6-7 весной и 5 летом). В Чаунской тундре самкам удаётся родить 6-7 детёнышей за период размножения, который заканчивается в сентябре и продолжается около 5 месяцев.
Производят до трёх помётов в год.

## Подвиды
Существуют данные, по которым можно определить три подвида желтобрюхого лемминга:
- Номинативный желтобрюхий лемминг (Lemmus chrysogaster chrysogaster) водится у бассейна реки Гижига на северо-восточном побережье Охотского Моря в Магаданской области.
- Колымский желтобрюхий лемминг (Lemmus chrysogaster paulus Gl. Allen) обитает восточнее устья реки Колыма[3], в Нижнеколымском Районе. Изучался Алленом.
- Камчатский желтобрюхий лемминг (Lemmus chrysogaster kittlitzii Middendorf) встречается на полуострове Камчатка.

## Природоохранный статус
По последним данным сейчас стало ясно только то, что популяция желтобрюхих леммингов довольно многочисленная. Опасность данному виду леммингов не грозит.

## В культуре

### Мультфильмы
- Желтобрюхими леммингами было представлено почти всё племя леммингов в российском мультсериале «Лео и Тиг» кроме малыша, который выглядел примерно как амурский.